# Zenity
Zenity [ˈzenətɪ] ist ein plattformunabhängiges Programm, das es erlaubt, GTK-Dialoge von der Kommandozeile oder von Shellskripten aus zu starten.

## Beschreibung
Zenity erlaubt, wie auch die ähnlichen Programme whiptail und dialog die einfache Erstellung von grafischen Benutzeroberflächen (GUIs). Primär können einfache Benutzerdialoge erzeugt werden. Zur Darstellung komplexerer Eingabemasken ist das Programm nicht geeignet.

## Plattformunabhängigkeit
Zenity ist an das GIMP-Toolkit gebunden. Im Prinzip ist Zenity daher auf allen von GTK unterstützten Systemen lauffähig (Linux, BSD, Windows, macOS). Die zur Erstellung der Dialoge notwendigen Parameter werden als Kommandozeilenoptionen weitergegeben. Zenity kann daher von Bash, Python (PyZenity), Perl und anderen Programmen aufgerufen werden.

## Beispiele

### Python-Skript

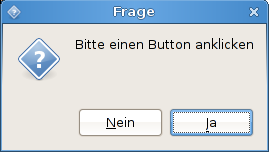

```
from
 
PyZenity
 
import
 
InfoMessage

from
 
PyZenity
 
import
 
Question

from
 
PyZenity
 
import
 
ErrorMessage

choice
=
Question
(
'Bitte einen Button anklicken'
)

if
 
choice
:

    
InfoMessage
(
'Ja gedrückt!'
)

else
:

    
ErrorMessage
(
'Nein gedrückt!'
)

```

### Bash-Skript
```
#!/bin/bash

if
 
zenity
 
--question
 
--text
=
"Bitte eine Taste drücken."
;
 
then

    
zenity
 
--info
 
--text
=
"Ja gedrückt\!"

else

    
zenity
 
--error
 
--text
=
"Nein gedrückt\!"

fi

```

### Windows-Shell-Skript
```
@
echo
 off
zenity  --question --ok-label=
"Ja"
 --cancel-label=
"Nein"
 --text=
"Bitte eine Taste drücken."

if
 
%ERRORLEVEL%
 
==
 1 
goto
 
error

    zenity --info --text=
"Ja gedrückt!"

    
goto
 
end

:
error

    zenity --error --text=
"Nein gedrückt!"

:
end

```

## Alternativen
- yad (Fork von Zenity ohne veraltete Bibliotheken)
- dialog
- Xdialog
- whiptail